# الحكومة الإماراتية (2024)
حكومة دولة الإمارات العربية المتحدة (2024) هي الحكومة السادسة عشر في تاريخ دولة الإمارات منذ قيام الاتحاد عام 1971، و العاشرة التي شكلها الشيخ محمد بن راشد آل مكتوم بعد اعتماد الشيخ محمد بن زايد رئيس الدولة وهي اول تشكيل وزاري جديد بعد تسلم الشيخ محمد بن زايد آل نهيان مقاليد الحكم.

## الرؤية والأهداف
في إطار السعي المستمر لتطوير هيكلية حكومة دولة الإمارات، تم إجراء تشكيل وزاري جديد يهدف إلى تعزيز الكفاءة والفعالية في تقديم الخدمات الحكومية، وضمان استقرار واستمرارية خطط واستراتيجيات التعليم، وتعيين قيادات شابة لتعزيز الابتكار والإبداع في مختلف القطاعات، وخلق فرص اقتصادية أكبر لأبناء وبنات الوطن. تأتي هذه التغييرات كجزء من رؤية القيادة لبناء مستقبل مميز للبلاد.

### أبرز التغييرات:
- إنشاء وزارة التعليم العالي والبحث العلمي.
- إنشاء وزارة الرياضة.
- استحداث منصب وزير دولة لريادة الأعمال .
- دمج مؤسسة الإمارات للتعليم المدرسي والوكالة الاتحادية للتعليم المبكر مع وزارة التربية والتعليم.
- تعيين وزير جديد لوزارة الدفاع .
- تعيين الشيخ عبدالله بن زايد آل نهيان نائباً لرئيس مجلس الوزراء بالإضافة لمنصبه كوزير للخارجية.

## أعضاء مجلس الوزراء
1. الشيخ محمد بن راشد آل مكتوم نائب رئيس الدولة، رئيس مجلس الوزراء حاكم دبي.[2][3]
2. الشيخ منصور بن زايد آل نهيان نائب رئيس الدولة نائب رئيس مجلس الوزراء رئيس ديوان الرئاسة
3. الشيخ مكتوم بن محمد بن راشد آل مكتوم، نائب حاكم دبي، نائب رئيس مجلس الوزراء ووزير المالية
4. الشيخ حمدان بن محمد بن راشد آل مكتوم، ولي عهد دبي، نائب رئيس مجلس الوزراء وزير الدفاع
5. الشيخ سيف بن زايد آل نهيان نائب رئيس مجلس الوزراء ووزير الداخلية
6. الشيخ عبدالله بن زايد آل نهيان نائب رئيس مجلس الوزراء ووزير الخارجية
7. الشيخ نهيان بن مبارك آل نهيان عضو مجلس الوزراء، وزير التسامح والتعايش
8. محمد بن عبدالله القرقاوي عضو مجلس الوزراء، وزير شؤون مجلس الوزراء
9. عبدالرحمن بن محمد العويس عضو مجلس الوزراء، وزير الصحة ووقاية المجتمع ووزير دولة لشؤون المجلس الوطني الاتحادي
10. محمد بن هادي الحسيني عضو مجلس الوزراء، وزير دولة للشؤون المالية
11. ريم بنت إبراهيم الهاشمي عضو مجلس الوزراء، وزيرة دولة لشؤون التعاون الدولي
12. سهيل بن محمد المزروعي عضو مجلس الوزراء، وزير الطاقة والبنية التحتية
13. سلطان بن أحمد سلطان الجابر عضو مجلس الوزراء وزير الصناعة والتكنولوجيا المتقدمة
14. أحمد بالهول الفلاسي عضو مجلس الوزراء، وزير الرياضة
15. عبدالله بن طوق المري عضو مجلس الوزراء، وزير الاقتصاد
16. شما بنت سهيل المزروعي عضو مجلس الوزراء، وزيرة تنمية المجتمع
17. عبدالرحمن بن عبدالمنان العور عضو مجلس الوزراء، وزير الموارد البشرية والتوطين ووزير التعليم العالي والبحث العلمي بالإنابة
18. عبدالله بن سلطان بن عواد النعيمي عضو مجلس الوزراء، وزير العدل
19. الشيخ سالم بن خالد القاسمي عضو مجلس الوزراء، وزير الثقافة
20. آمنة بنت عبدالله الضحاك الشامسي عضو مجلس الوزراء، وزيرة التغير المناخي والبيئة
21. محمد بن حسن السويدي عضو مجلس الوزراء، وزير الاستثمار
22. سارة بنت يوسف الأميري عضو مجلس الوزراء، وزيرة التربية والتعليم
23. محمد بن مبارك بن فاضل المزروعي وزير دولة لشؤون الدفاع
24. عبدالله بن مهير الكتبي وزير شؤون المجلس الأعلى للاتحاد
25. الشيخ شخبوط بن نهيان آل نهيان وزير دولة
26. ميثاء بنت سالم الشامسي وزيرة دولة
27. ثاني بن أحمد الزيودي وزير دولة للتجارة الخارجية
28. عهود بنت خلفان الرومي وزيرة دولة للتطوير الحكومي والمستقبل
29. نورة بنت محمد الكعبي وزيرة دولة
30. عمر بن سلطان العلماء عضو مجلس الوزراء، وزير دولة للذكاء الاصطناعي والاقتصاد الرقمي وتطبيقات العمل عن بعد
31. أحمد بن علي الصايغ وزير دولة
32. خليفة بن شاهين خليفة المرر وزير دولة
33. حمد بن مبارك الشامسي وزير دولة
34. مريم بنت أحمد الحمادي وزيرة دولة والأمين العام لمجلس الوزراء
35. جبر محمد غانم السويدي وزير دولة
36. سلطان بن سيف مفتاح حمد النيادي وزير دولة لشؤون الشباب
37. علياء بنت عبدالله المزروعي وزيرة دولة لريادة الأعمال

## التعديلات الوزارية
في 20 يونيو ، أعلن الشيخ محمد بن راشد آل مكتوم عن تعديل وزاري على الحكومة بإجراء تغييرات عبر :
- إنشاء وزارة للتجارة الخارجية في حكومة الإمارات، وتعيين الدكتور ثاني الزيودي وزيراً للتجارة الخارجية الذي كان يشغل سابقًا منصب وزير دولة للتجارة الخارجية .
- تغيير اسم وزارة الاقتصاد لتكون وزارة الاقتصاد والسياحة ويتولاها عبدالله بن طوق المري الذي كان يشغل الوزارة قبل تغيير الاسم.
- اعتماد منظومة الذكاء الاصطناعي الوطنية، كعضو استشاري في مجلس الوزراء.[5]